# Hippotion brennus
Hippotion brennus är en fjärilsart som beskrevs av Stoll 1782. Hippotion brennus ingår i släktet Hippotion och familjen svärmare. Inga underarter finns listade i Catalogue of Life.

## Bildgalleri

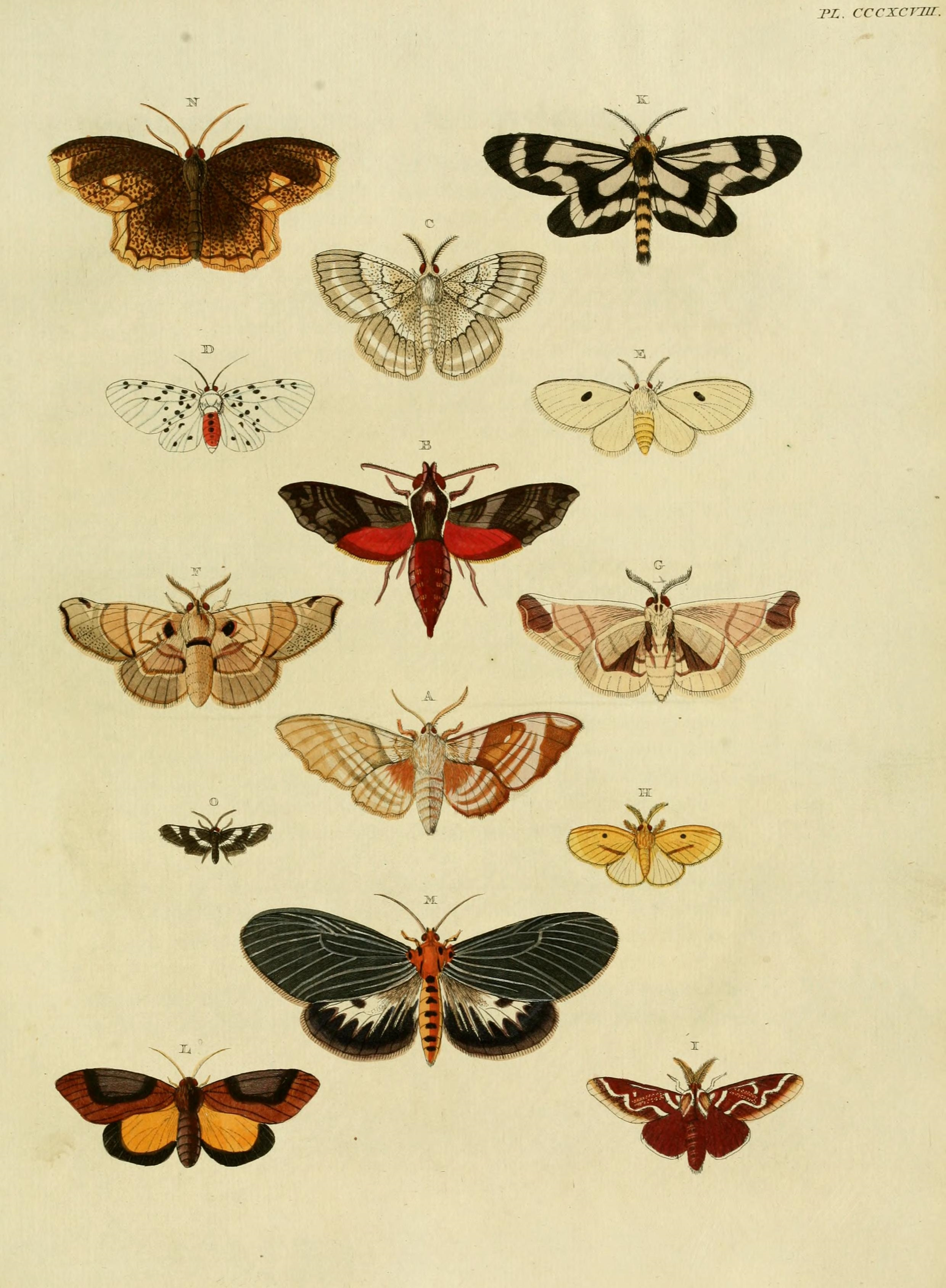